# 新卡帕喬

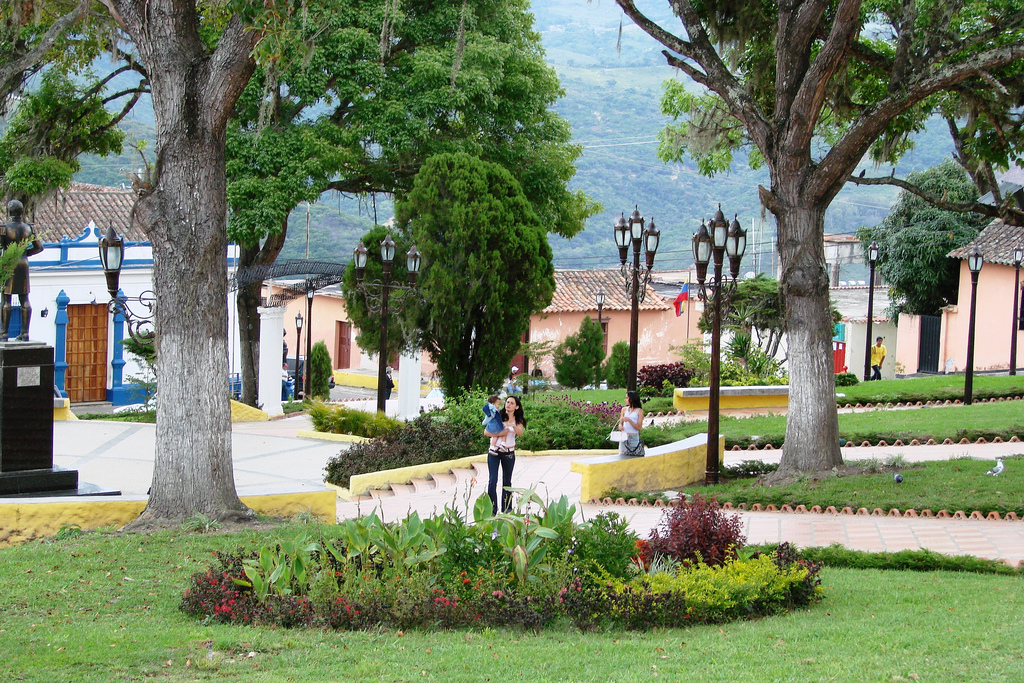

新卡帕喬（西班牙語：Capacho Nuevo），是委內瑞拉的城鎮，位於該國西南部塔奇拉州，是因德彭登西亞市的首府，始建於1567年6月15日，面積4平方公里，海拔高度1,290米，每年平均降雨量900毫米。